# Ільїнське (Дмитровський міський округ)
Ільї́нське (рос. Ильинское) — село у складі Дмитровського міського округу Московської області, Росія.

## Історія
У 1576 році село Ільїнське було продано Йоакимом Богдановичем Івановим Троїце-Сергієвому монастирю.

## Населення
Населення — 59 осіб (2010; 75 у 2002).
Національний склад (станом на 2002 рік):
- росіяни — 91 %

## Пам'ятки архітектури
У селі знаходиться пам'ятка історії місцевого значення — братська могила радянських воїнів, які загинули в 1941 р. Також у селі збереглася церква Різдва Христового, збудована в 1881 році.

## Видатні особи
- Теліга Олена Іванівна (1906-1942) — українська поетеса.